# 加利西亞足球代表隊
加利西亞足球代表隊（加利西亞語：A seleccion galega de futbol）是西班牙加利西亞的足球代表隊。由於加利西亞只是西班牙的地方聯隊，因此不能參加世界杯和歐洲杯等國際賽事。但對於曾飽受歧視的加利西亞人來說，加利西亞隊比西班牙隊更為重要。2005年，時隔75年之後加利西亞隊再次組建。并舉行過多次國際友誼賽。

## 外部連結
- Galician Football Federation（页面存档备份，存于）
- Siareiros Galegos (Fans of the Galician Team)（页面存档备份，存于）
- A Irmandinha (nickname of the team)（页面存档备份，存于）
- List of matches in Roon Ba